# ۹۰۴ (خورشیدی)
۹۰۴ نهصد و چهارمین سال هجری خورشیدی است.